# Antonio María Montenegro y Carantoña
Antonio María Montenegro y Carantoña (1787-1857) fue un militar y político español.

## Biografía
Nacido el 15 de agosto de 1787 en la ciudad gallega de Pontevedra, hijo de Telmo Montenegro Tabares de Tabora y de María de los Aflijidos Carantoña y Obando, fue bautizado en la iglesia parroquial de San Bartolomé. Combatió en la guerra de la Independencia contra los franceses. En octubre de 1819 fue ascendido a coronel de infantería. Fue comandante militar de la provincia de Orense y en 1822 participó en el sitio de la Seo de Urgel contra los absolutistas. En 1823 capituló ante Pablo Morillo en Vigo. En 1833 fue elegido alcalde primero de Pontevedra y en 1834 procurador a Cortes. Montenegro, que combatió contra los carlistas en la primera de las guerras carlistas, fue nombrado senador por la provincia de Pontevedra en 1838, cargo que volvió a ocupar en 1843. En 1850 fue elegido diputado provincial de Pontevedra. Falleció en 1857.